# Clifton (Arizona)
Clifton – amerykańskie miasto w stanie Arizona, siedziba administracyjna  hrabstwa Greenlee.

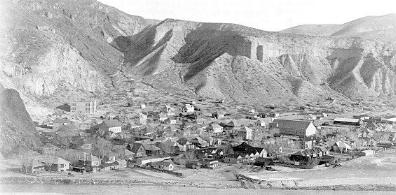
Clifton (1903)

## Demografia
W 2006 roku miasto zamieszkiwało 2265 osób. W 2023 roku liczba mieszkańców wzrosła do 3780 osób, a gęstość zaludnienia do 97,4 osoby/km².